# 清华大学工程物理馆

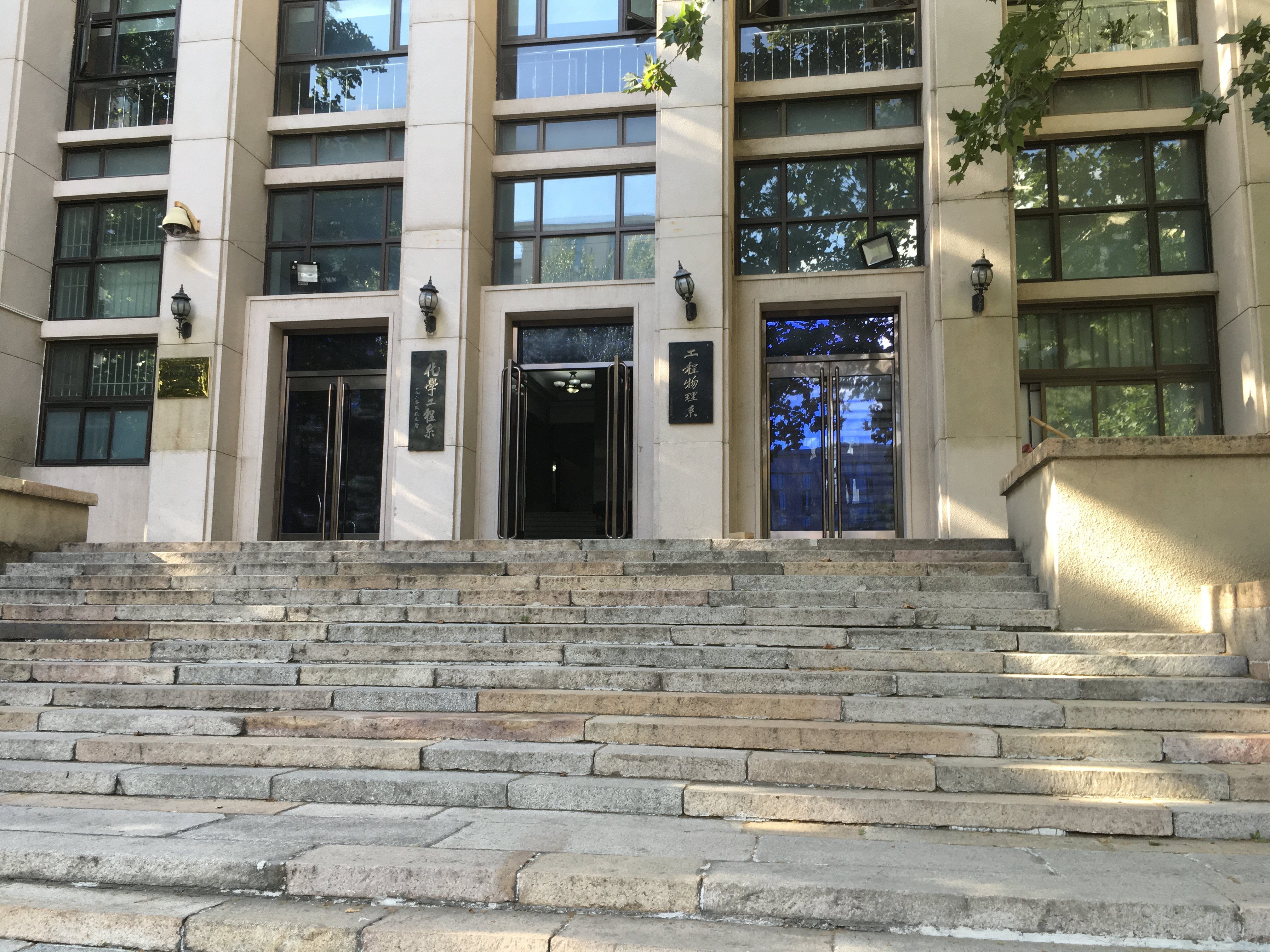
清華大學工程物理館

清华大学工程物理馆，簡稱工物館，是清華大學工程物理系曾經的系館，位於主樓北邊。工物館分兩期建造，前期在1957至1958年完工，並作為工程物理系的系館；後期建設期為1986年至1989年，並作為化學工程系系館。兩者皆屬於混合框架結構，前者4層樓高，設計者為殷一和；後者7層樓高，設計者為徐金華。